# Ню Геркулеса
Ню Геркулеса (лат. ν Herculis), 94 Геркулеса (лат. 94 Herculis), HD 164136 — тройная звезда в созвездии Геркулеса на расстоянии (вычисленном из значения параллакса) приблизительно 2 257 световых лет (около 692 парсек) от Солнца. Возраст звезды определён как около 51,7 млн лет.

## Характеристики
Первый компонент (HD 164136A) — жёлто-белая пульсирующая полуправильная переменная звезда типа SRD (SRD:) спектрального класса F2II, или F2IV, или F0, или F5II. Видимая звёздная величина звезды — от +4,48m до +4,38m. Масса — около 6,41 солнечных, радиус — около 87,744 солнечных, светимость — около 1154,79 солнечных. Эффективная температура — около 6454 K.
Второй компонент. Масса — около 1420,17 юпитерианских (1,3557 солнечной). Удалён в среднем на 2,778 а.е..
Третий компонент (HD 164136B) — бело-голубая звезда спектрального класса B9,5. Видимая звёздная величина звезды — +7,49m. Удалён на 0,5 угловой секунды.